# Danny Green
Daniel Richard Green (22 juni 1987) is een professioneel Amerikaans basketballer. Hij speelt bij de Philadelphia 76ers in de NBA.

## Carrière
Green speelde college basketball bij North Carolina. Na hier drie seizoenen gespeeld te hebben schreef Green zich in voor de NBA Draft van 2008. Hierin werd hij met de 47e pick gedraft door de Cleveland Cavaliers, die hem echter alweer wegstuurden na één jaar waarin Green slechts 20 wedstrijden speelde. In 2010 mocht Green twee wedstrijden meespelen bij de San Antonio Spurs, maar ook hier werd hij weggestuurd. Vervolgens speelde Green voor twee NBA D-League teams tot 2011. Doordat in dat jaar de NBA lock-out plaatsvond, vertrok Green naar Slovenië om voor KK Union Olimpija. Toen het NBA-seizoen weer van start ging trok Green terug naar de VS. Bij San Antonio brak Green door en werd basisspeler. Hierna zette Green zijn handtekening onder een contract bij de Spurs voor drie jaar en 12 miljoen dollar. In 2013 bereikte Green met de Spurs de NBA Finale. Hierin zette Green een nieuw record in meeste driepunters van een speler in de Finals, met in totaal 27 geraakte driepuntspogingen. Desondanks verloren de Spurs de finale van de Miami Heat.
In 2014 was het wel raak en won Green de NBA-titel met diezelfde Spurs. Na het Europees avontuurtje bij Union Olimpija keerde Green terug naar de NBA. Hij tekende in 2018 bij de Toronto Raptors en haalde er zijn tweede NBA-titel in 2019. Diezelfde zomer tekende hij een nieuw contract bij de Los Angeles Lakers. hier lostte het team van LeBron James de verlossingen in. Op 12 oktober 2020 mocht Danny Green een derde titel op zijn erelijst bijschrijven.

## Statistieken

### NBA
| Legenda | Legenda                | Legenda | Legenda                 | Legenda | Legenda               |
| ------- | ---------------------- | ------- | ----------------------- | ------- | --------------------- |
| WG      | Wedstrijden gespeeld   | WS      | Wedstrijden als starter | MPW     | Minuten per wedstrijd |
| 2P%     | Twee-punterpercentage  | 3P%     | Drie-punterpercentage   | VW%     | Vrije-worppercentage  |
| RPW     | Rebounds per wedstrijd | APW     | Assists per wedstrijd   | SPW     | Steals per wedstrijd  |
| BPW     | Blocks per wedstrijd   | PPW     | Punten per wedstrijd    | Vet     | Hoogste in carrière   |

### Reguliere seizoen
| Seizoen | Team      | WG  | WS  | MPW  | 2P%  | 3P%  | FW%  | RPW | APW | IPW | BPW | PPW  |
| ------- | --------- | --- | --- | ---- | ---- | ---- | ---- | --- | --- | --- | --- | ---- |
| 2009-10 | Cavaliers | 20  | 0   | 5.8  | .385 | .273 | .667 | .9  | .3  | .3  | .2  | 2.0  |
| 2010-11 | Spurs     | 8   | 0   | 11.5 | .486 | .368 | .000 | 1.9 | .3  | .3  | .1  | 5.1  |
| 2011-12 | Spurs     | 66  | 38  | 23.1 | .442 | .436 | .790 | 3.5 | 1.3 | .9  | .7  | 9.1  |
| 2012-13 | Spurs     | 80  | 80  | 27.5 | .448 | .429 | .848 | 3.1 | 1.8 | 1.2 | .7  | 10.5 |
| Career  |           | 174 | 118 | 22.6 | .445 | .424 | .811 | 2.9 | 1.3 | .9  | .6  | 8.7  |

### Play-offs
| Seizoen | Team  | WG | WS | MPW  | 2P%  | 3P%  | FW%  | RPW | APW | IPW | BPW | PPW  |
| ------- | ----- | -- | -- | ---- | ---- | ---- | ---- | --- | --- | --- | --- | ---- |
| 2010-11 | Spurs | 4  | 0  | 1.8  | .333 | .250 | .000 | .3  | .5  | .3  | .3  | 1.3  |
| 2011-12 | Spurs | 14 | 12 | 20.6 | .418 | .345 | .700 | 3.2 | 1.1 | .5  | .7  | 7.4  |
| 2012-13 | Spurs | 21 | 21 | 31.9 | .446 | .482 | .800 | 4.1 | 1.5 | 1.0 | 1.1 | 11.1 |
| Career  |       | 39 | 33 | 24.7 | .435 | .432 | .760 | 3.4 | 1.3 | .8  | .9  | 8.7  |